# Гейдельбергский романтизм
Гейдельбергская школа романтизма (нем. Heidelberger Romantik) — второе после йенского поколение немецких романтиков, которое группировалось вокруг Гейдельбергского университета в великом герцогстве Баден. Главные представители — Ахим фон Арним и его шурин Клеменс Брентано.
Брентано, Арним и их последователи (в том числе Йозеф фон Эйхендорф и Адельберт фон Шамиссо) обратились к гердеровской идее «народного духа» и проявляли повышенный интерес к национальной культурно-исторической традиции. Доминирует идея национального единения и растворения индивидуальности в «народном теле».
Проблема преодоления дуализма материи и духа, природы и сознания, чувства и разума разрешается в обращении художника к национальному прошлому, к мифологическим формам сознания, к глубокому религиозному чувству. Представители школы обращались к фольклору как к «подлинному языку» народа, способствующему его, народа, объединению.
В целом гейдельбергская школа носила националистический характер (одно из первых проявлений романтического национализма). Рост национального самосознания гейдельбержцев связан, прежде всего, с неприятием государственных реформ, насаждаемых Наполеоном на захваченных им территориях.
С 1805 по 1808 Арним и Брентано занимаются изданием сборника народных песен под названием «Волшебный рог мальчика». В их собрание попали и авторские стихи малоизвестных поэтов XVI—XVII вв. Продолжением той же линии стал сборник «Детские и семейные сказки» братьев Гримм.
В рамках гейдельбергского романтизма оформилось первое научное направление в изучении фольклора — мифологическая школа, в основе которой лежали мифологические идеи Шеллинга и братьев Шлегелей.